# Palais Esterházy (Wallnerstraße)

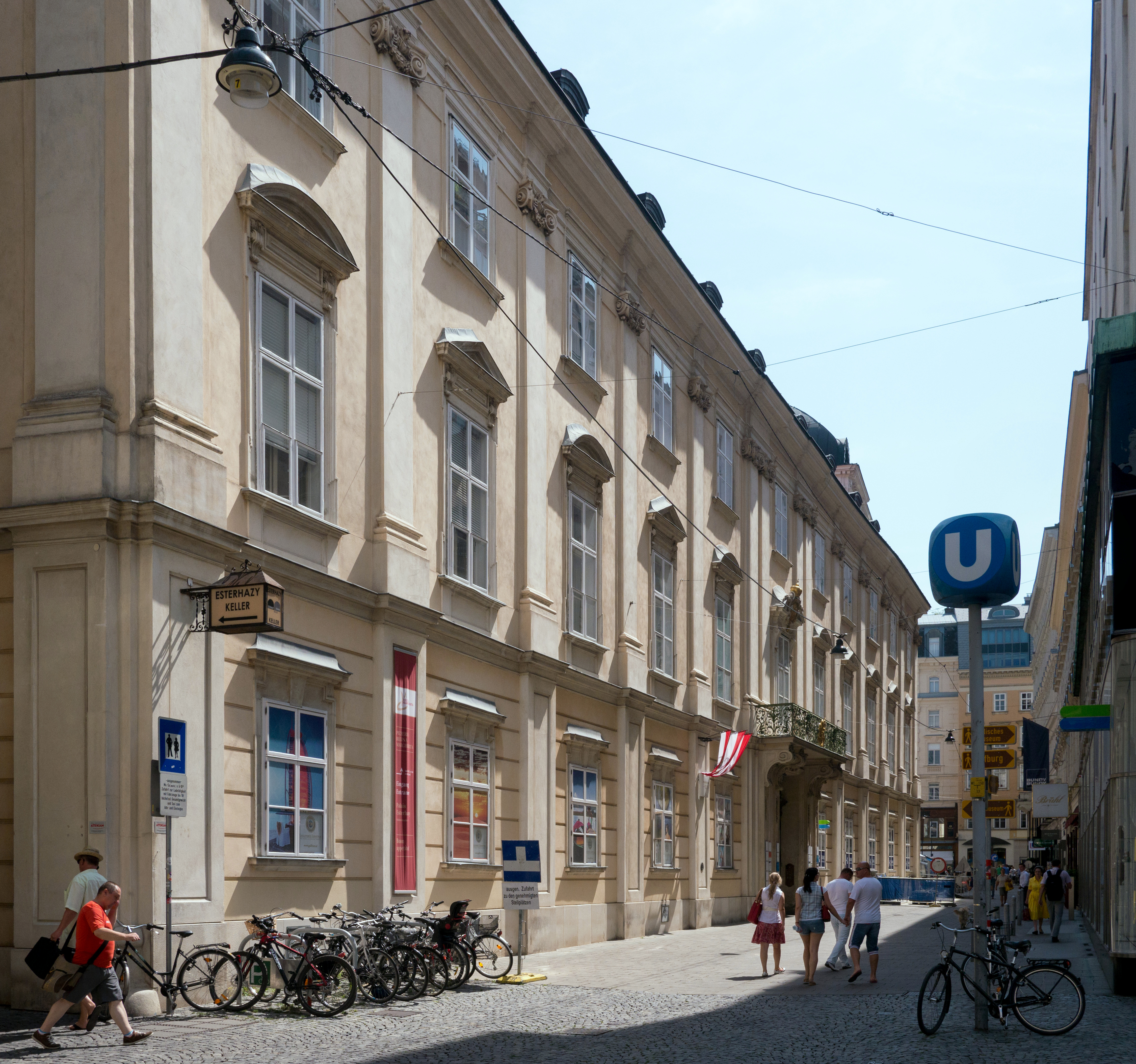
Das Palais Esterházy an der Wallnerstraße

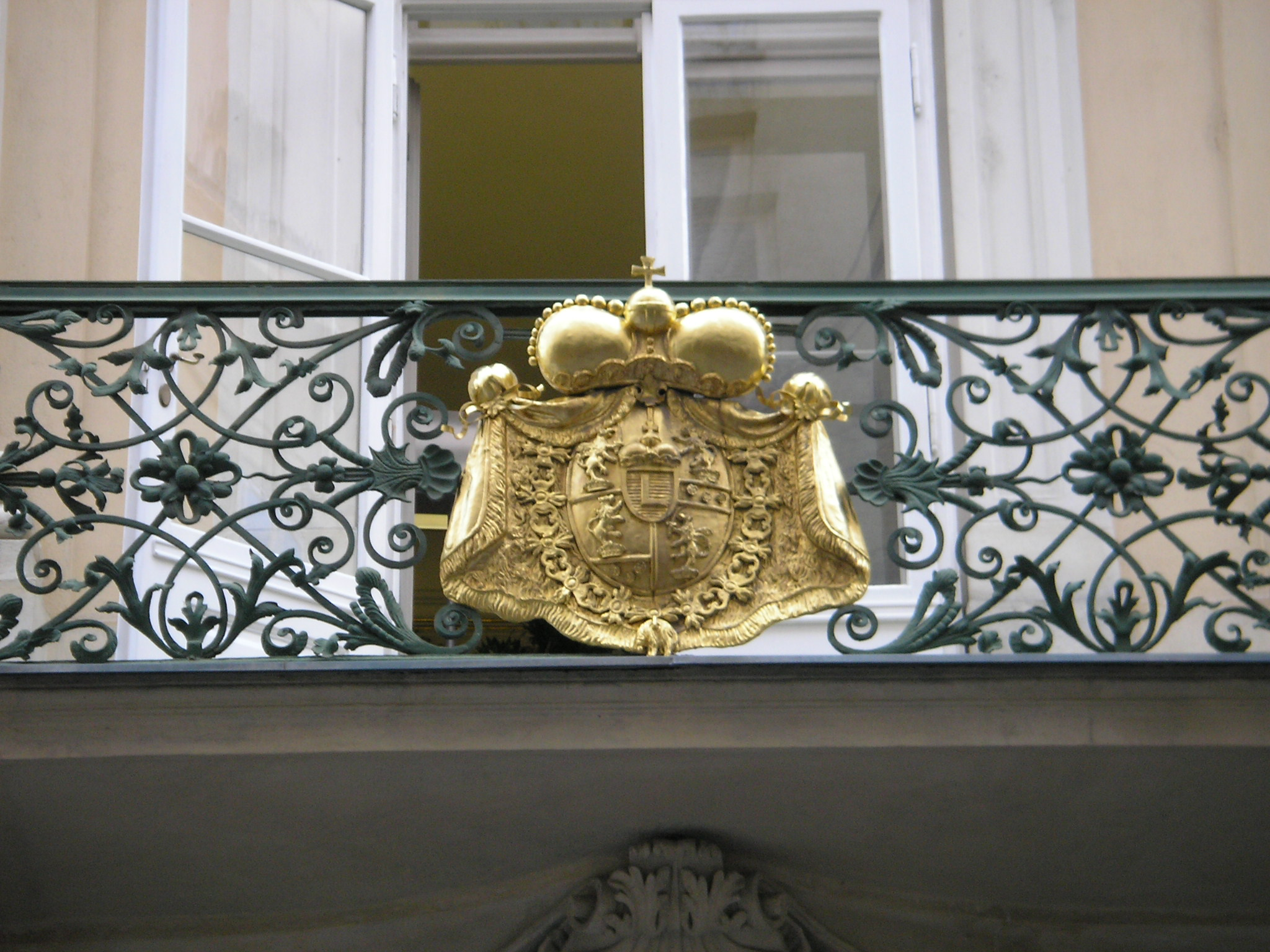
Wappen der Esterházy am Palais

Das Palais Esterházy an der Wallnerstraße ist ein Palais im 1. Wiener Gemeindebezirk Innere Stadt. Im Unterschied zum gräflichen Palais Esterházy an der Kärntner Straße befand es sich im Besitz der fürstlichen Linie der Familie Esterházy.

## Geschichte
An der heutigen Stelle des Palais befanden sich ursprünglich 14 verschiedene Häuser, die erst im Laufe der Zeit an die Familie Esterhazy kamen, wodurch das Palais erst nach und nach erweitert wurde. Den Ursprung des Palais bilden drei Häuser in der Wallnerstraße 4, zwei als Ungarisches Haus bezeichnete Gebäude und das Kraftshaus, später Haus der Grabner und Unverzagt genannt. Die beiden ungarischen Häuser kamen an Nikolaus Oláh, den obersten Kanzler in Ungarn und Erzbischof von Erlau. Nach seinem Tod wurden sie auf seine Erben aufgeteilt. In späterer Folge fiel 1616 ein Haus durch Heirat an die Esterházys, das andere 1664 durch Verkauf, nachdem die Vorbesitzer in finanzielle Schwierigkeiten geraten waren. Das Kraftshaus wurde 1668 an Paul I. Fürst Esterházy verkauft, der nun im Besitz aller drei Häuser war.
1685 ließ er einige Umbauarbeiten vornehmen, doch zwei Jahre später entschloss er sich zum kompletten Neubau eines Palais. Wer für die Bauausführung verantwortlich war, ist unbekannt, wahrscheinlich war es aber Francesco Martinelli, der schon den Umbau vorgenommen hatte. Der Wiener Steinmetzmeister Johann Carl Trumler verarbeitete den harten Kaiserstein aus dem Kaiserlichen Steinbruch vor allem für Stufensteine und tragende Architekturteile. 1695 wurde das Palais vollendet. Diverse Umbauten fanden 1745–1746 und 1751 statt. Das war u. a. ein neues Portal und der Einbau einer weiteren Stiege, ausgeführt von den Steinmetzmeistern Gabriel Steinböck und Johann Georg Sebastian Knox. 1755 erwarb Paul II. Anton Fürst Esterházy die Häuser am Haarhof und ließ das Palais 1756 von Baumeister Johann Ferdinand Mödlhammer erweitern. Die fürstlichen Wohnräume wurden 1791 erneuert.
Nikolaus II. Fürst Esterházy führte wie sein Großvater ein verschwenderisches Leben und kaufte zu verschiedenen Zeitpunkten die an das Palais angrenzenden Häuser in der Naglergasse. In drei Bauabschnitten wurden dort mehrere Zubauten errichtet. Damit hatte sich Nikolaus aber finanziell übernommen und trotz Verkauf mehrerer anderer Besitzungen wurde das Palais 1832 unter Zwangsverwaltung gestellt. Zwar konnte Paul III. Anton Fürst Esterházy eine zeitweilige Aufhebung dieses Zustandes erreichen, doch wurde die Sequestration erst 1898 endgültig beendet.
Nachdem Paul (V.) Esterházy 1989 verstarb, schenkte seine Witwe Melinda Anteile an seine nächsten Verwandten und verkaufte das Palais mit ihnen an die Palais Esterházy Development Ges.m.b.H., ein Unternehmen, das zur Creditanstalt gehört.
Heute befindet sich das Gebäude im Eigentum einer 2015 von Karl Wlaschek hinterlassenen Stiftung. Die Räume im Palais sind an Firmen, Organisationen und Privatpersonen vermietet.

## Beschreibung
Die Hauptfassade an der Wallnerstraße ist barockklassizistisch mit ionischen Riesenpilastern. Das kunstvolle Schmiedeeisengeländer trägt das goldene Familienwappen der Esterházy. Im Inneren befinden sich zwei Höfe. Die bedeutendsten Räume sind mehrere Salons, die große und kleine Ahnengalerie, der Speisesaal mit einem großen Empireofen sowie das Vieux-laque-Zimmer mit chinesischen Lacktafeln. Außerdem gibt es eine 1699 dem hl. Leopold geweihte Kapelle mit einem zweigeschoßigen Saalraum. Die Kapelle birgt barocke Altäre und eine Orgel um 1800. Sie war eine Wirkungsstätte von Joseph Haydn. Die Weihe ist auch heute noch aufrecht, doch werden keine Messen mehr gelesen.

## Esterházykeller

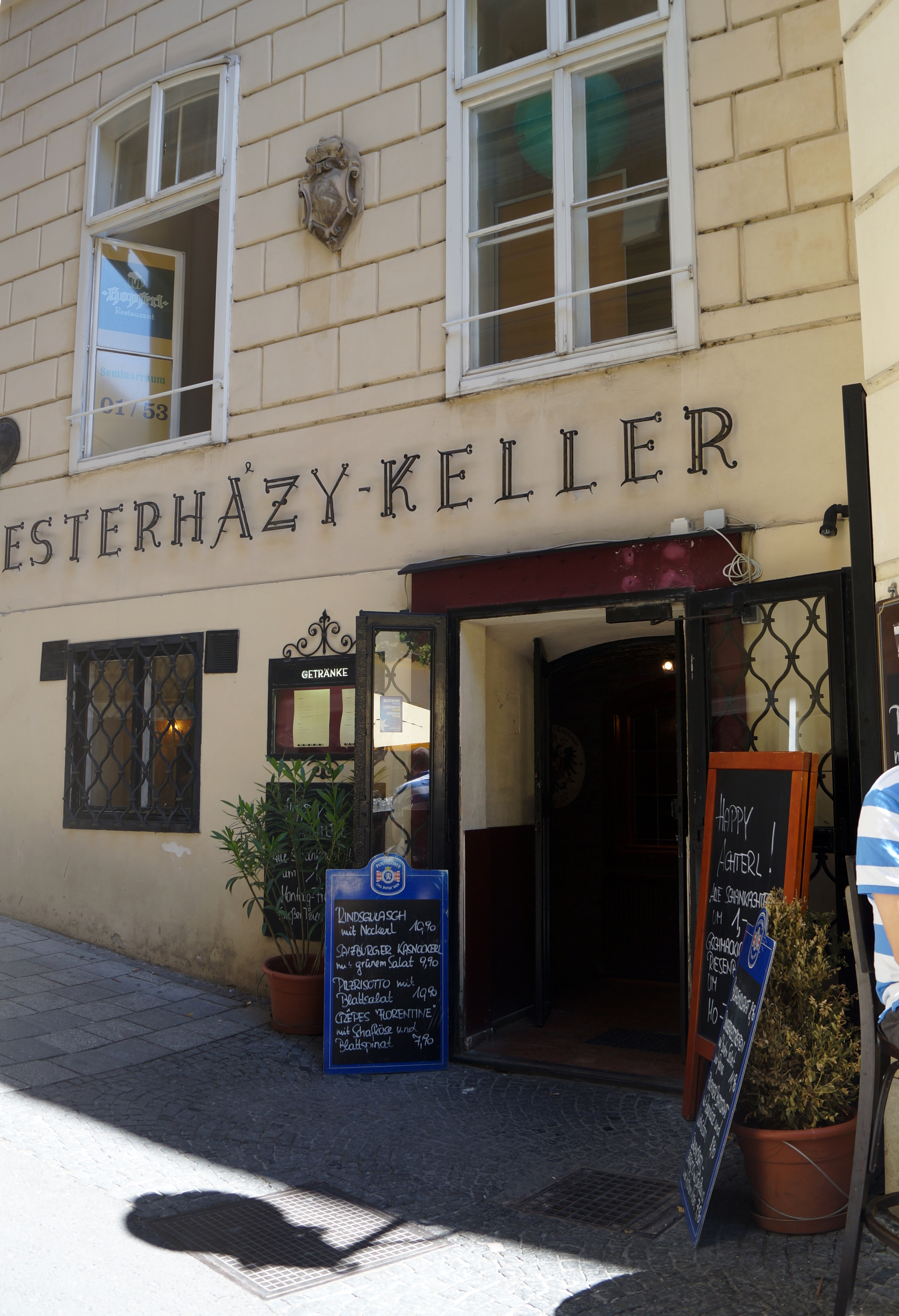
Esterhazykeller

Der Weinkeller geht noch auf das ungarische Haus zurück. Vermutlich 1808 wurde das bekannte Lokal eröffnet, das sich seit jener Zeit kaum verändert hat.